# Rewolucja 1905 roku

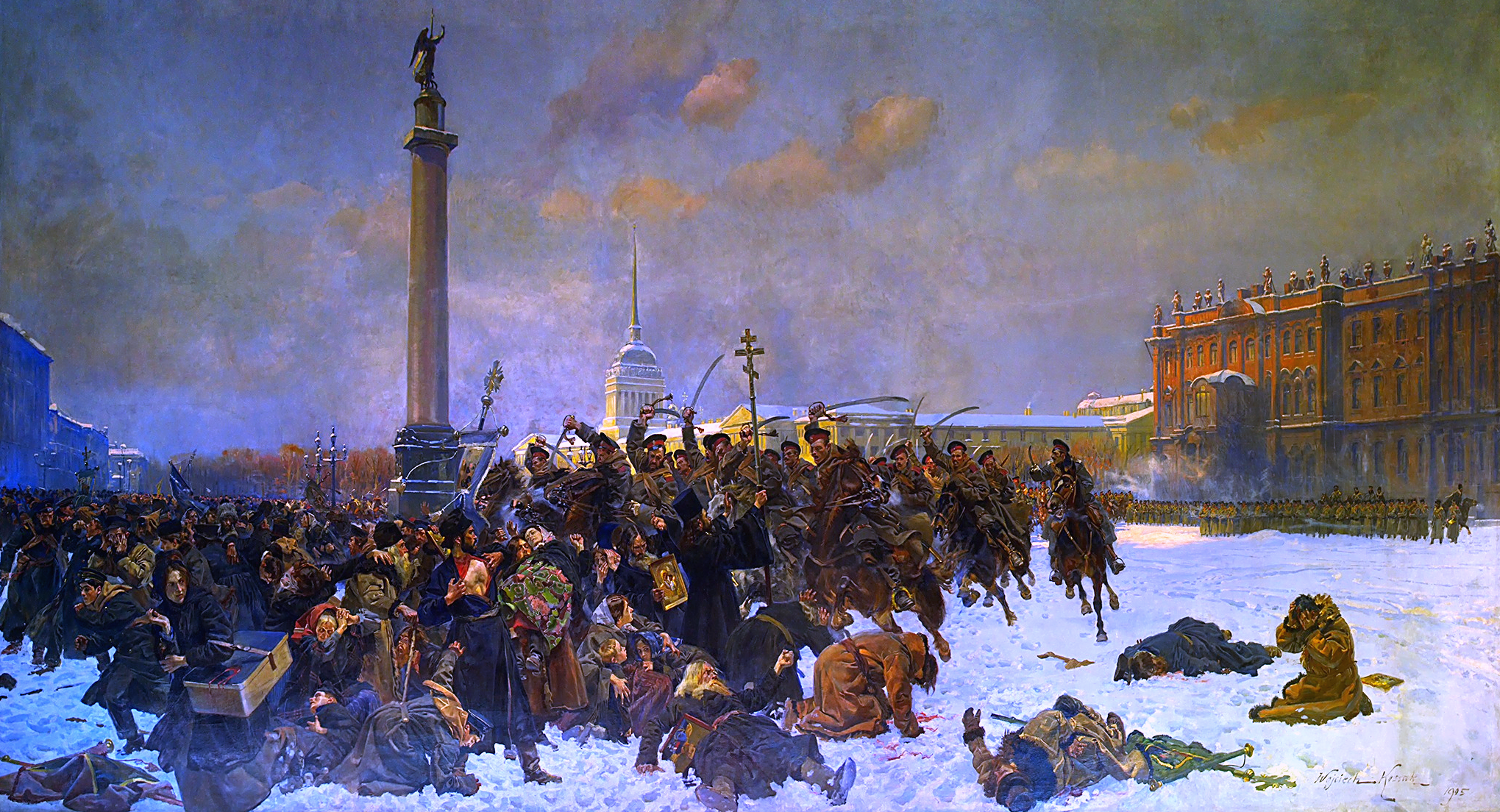
Krwawa Niedziela w 1905 roku, obraz Wojciecha Kossaka z 1905 roku

Rewolucja rosyjska 1905 roku (ros. Революция 1905 года) – ogólnokrajowy spontaniczny zryw o podłożu społecznym i narodowym, skierowany przeciwko absolutyzmowi carskiemu oraz uciskowi obszarników i przemysłowców. Wydarzenie to uważa się za początek zmian ustrojowych w Rosji, prowadzący do rewolucji lutowej i październikowej 1917 roku. W przypadku Królestwa Polskiego rewolucja przybrała formę modernizującego zrywu, którego jedną z długofalowych konsekwencji było odzyskanie niepodległości Polski w 1918 roku.

## Geneza rewolucji

### Sytuacja gospodarcza Rosji, wojna rosyjsko-japońska
Jeszcze przed wybuchem wojny z Japonią w 1904 roku, Rosja przeżywała trudności gospodarcze. W latach 1891–1892 doszło do potężnej klęski głodu, która doprowadziła do pierwszej tak powszechnej fali sprzeciwu wobec carskiej autokracji. Kryzys w latach 1900–1903 zwiększył dysproporcje społeczne i bezrobocie oraz pogorszył sytuację robotników. Gospodarka rosyjska nie była wydajna, a rynek został zmonopolizowany przez syndykaty. Wzrost nastrojów rewolucyjnych spowodował przedłużającą się wojnę i wiadomości o niepowodzeniach Rosji na froncie. Coraz częściej dochodziło do strajków. 1 maja 1900 roku doszło do manifestacji w Charkowie, w 1901 roku wybuchły strajki w Moskwie, Jekaterynosławiu (obecny Dniepr), Petersburgu, Mikołajowie, Batumi i Odessie. W reakcji na strajki robotnicze w miastach doszło do protestów chłopskich. W lipcu i sierpniu 1902 roku w strajkach na Ukrainie i Kaukazie udział wzięło około 200 tysięcy pracowników. Już w 1903 roku na II Zjeździe Socjaldemokratycznej Robotniczej Partii Rosji podjęto kwestie ewentualnych przygotowań do rewolucji.
Sytuację w kraju pogorszyła przegrana w wojnie z Japonią. Mikołaj II widział w wojnie z cesarstwem „zatrzymanie rewolucji”, w rezultacie jednak wojna przyśpieszyła kolejne wystąpienia. Ceny wzrosły od 20 do 40%. 26 grudnia 1904 roku wybuchły strajki w Baku i Petersburgu.

### Krwawa niedziela

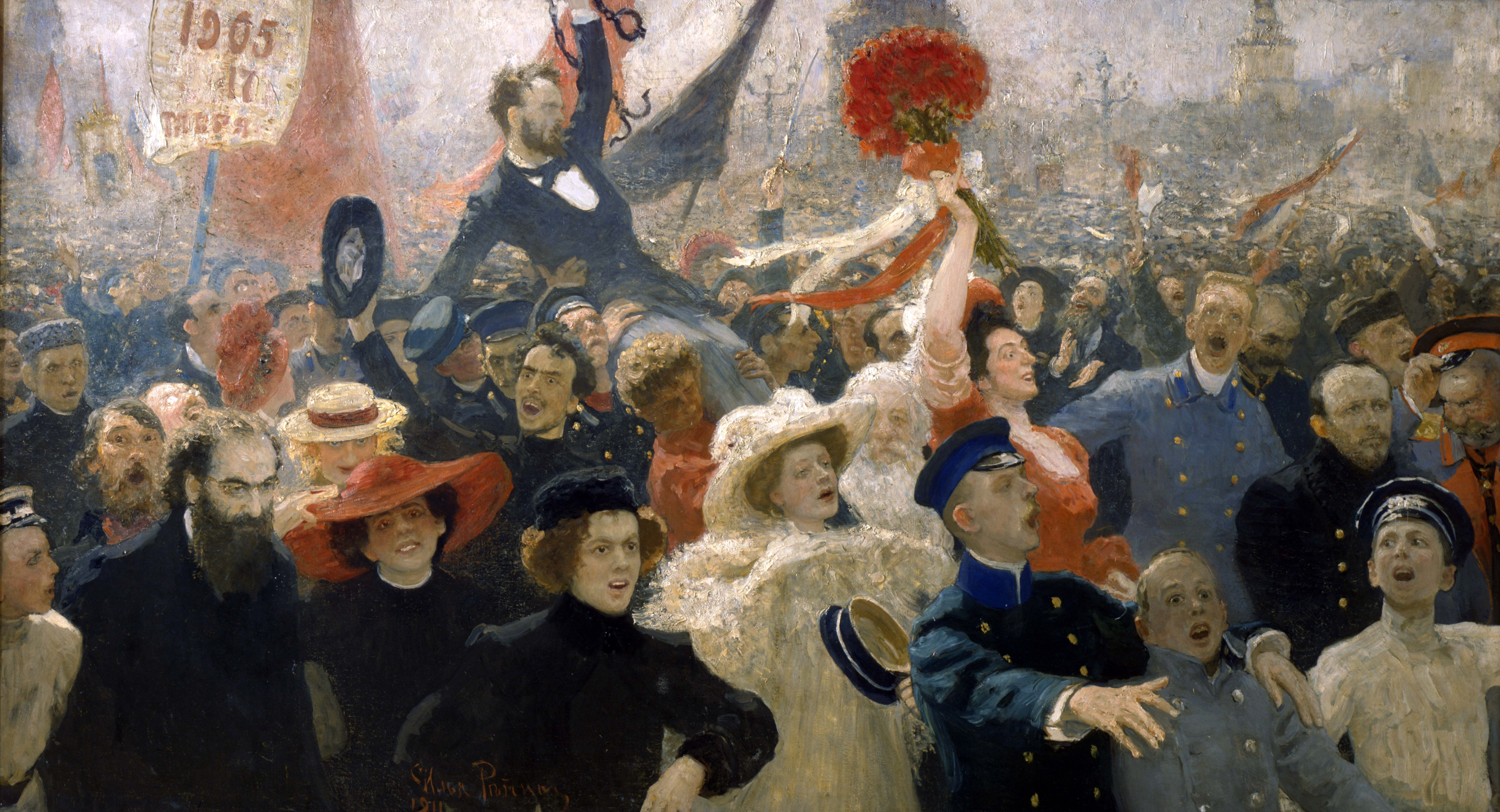
Ilja Riepin 17 października 1905

Kierownictwo w ruchu robotniczym usiłował przejąć duchowny (a zarazem współpracownik Ochrany) Gieorgij Gapon. Zorganizował on marsz pod Pałac Zimowy, aby osobiście wręczyć carowi petycję, noszącą ponad 135 tysięcy podpisów. Protestujący domagali się 8-godzinnego dnia pracy, bez obniżania wynagrodzenia i amnestii dla więźniów politycznych. Pokojowa manifestacja zorganizowana 22 stycznia 1905 roku, została rozbita przez siły carskie. W demonstracji udział wzięło ponad 100 tysięcy ludzi, robotnicy nieśli portrety cara i śpiewali pieśni. Nagle zostali w kilku punktach miasta zaatakowani przez uzbrojoną kawalerię. Zabitych i rannych było ponad 1000 osób, w tym kobiety i dzieci. Oficjalnie władze przyznały się do 130 zabitych i około 300 rannych. Krwawa niedziela pociągnęła za sobą falę niezadowolenia wielu grup społecznych w Rosji i Królestwie Polskim. Decyzję o pacyfikacji demonstracji podjął car. Odsunięty wówczas Siergiej Witte uważał, że car powinien przyjąć petycję, choć przez pośrednika. Cesarz niemiecki Wilhelm twierdził natomiast, że Mikołaj II powinien przemówić do protestujących z balkonu Pałacu „jak ojciec mówi do dzieci”. Sam car zbiegł ze stolicy do Carskiego Sioła.
Pod hasłem „precz z absolutyzmem” domagano się wolności zgromadzeń, sumienia i wyznania. Współcześni historycy (w odróżnieniu od historiografów radzieckich) podkreślają, że każda grupa miała własne cele. Protestujący byli głównie robotnikami (którzy występowali z pobudek ekonomicznych i przeciwko wyzyskiwaniu przez pracodawców) i chłopami (którymi kierowały głównie pobudki ekonomiczne), protestowały również inteligencja i burżuazyjni liberałowie (którzy domagali się respektowania swobód obywatelskich), żołnierze (ze względów ekonomicznych), a także grupy mniejszości narodowych, domagając się wolności politycznej.

## Przebieg rewolucji

### Eskalacja niezadowolenia społecznego
Strajki do końca stycznia podjęło ponad 400 tysięcy robotników, szybko zaczęły protestować także centra przemysłowe w Królestwie Polskim i na Wybrzeżu Bałtyckim. W Rydze 13 stycznia zostało zabitych 70 protestujących. 
W Warszawie kilka dni później zastrzelono na ulicach 100 strajkujących. Do lutego do strajków włączył się Kaukaz, a do kwietnia Ural. W marcu zamknięto wszystkie wyższe uczelnie.
Wiele oddziałów wojskowych zbuntowało się i nie wypełniało rozkazów walki z protestującymi. Gdy we wrześniu 1905 roku w Portsmouth w New Hampshire podpisano kompromitujący układ pokojowy z Japonią, doszło do kolejnych wystąpień. W Petersburgu Lew Trocki ogłosił strajk powszechny, a ugrupowania polityczne głosiły hasło „cała władza w ręce Rad”. Przywództwo nad ruchem rewolucyjnym objęły Rady Delegatów Robotniczych. Część żołnierzy poparła protestujących i utworzyła Rady Delegatów Żołnierskich, które przejęły władzę w wielu jednostkach. W październiku strajki sparaliżowały całą Rosję.

### Reformy Mikołaja II
Mikołaj II dopiero w tym momencie zdecydował przejść do działania. 30 października 1905 wydał Manifest konstytucyjny (tzw. „manifest październikowy”), w którym obiecał poszanowanie podstawowych wolności obywateli, powołanie parlamentu oraz rządu z premierem (pierwszym premierem został Siergiej Witte). Parlament składał się z dwóch izb. Izbę wyższą tworzyła powołana przez cara Rada Państwa. Izbę niższą natomiast stanowiła Duma Państwowa pochodząca z wyborów. Pierwsza Duma przetrwała kilka miesięcy, gdyż już w lipcu 1906 roku car niezadowolony z jej składu przedterminowo ją rozwiązał. Druga Duma została wybrana w 1907 roku, lecz większość mieli radykałowie, więc też została rozwiązana przez Mikołaja II. Trzecia Duma została wybrana na podstawie zmienionej ordynacji w tym samym roku, w niej większość tworzyli zwolennicy cara. W efekcie przetrwała pięć lat.
W 1906 roku Mikołaj II odwołał Sergieja Wittego z urzędu premiera, a na jego miejsce został powołany Piotr Stołypin. Stołypin skutecznie tłumił rewolucję, wprowadzając surowe represje wobec opozycji. Z drugiej strony dokonał ważnych reform. Przeprowadził reformę agrarną, znoszącą wspólnoty gminne, w wyniku której wytworzyła się warstwa zamożnego chłopstwa, tzw. kułaków. Uznał wolność do zrzeszeń. Przeprowadził reformy w szkolnictwie i w wojsku. Stołypin został jednak zamordowany w 1911 roku.

### Skutki rewolucji
W wyniku rewolucji powołano Dumę Państwową, pierwszy parlament rosyjski. Powstała możliwość działania, zakazanych do 1905, legalnych partii politycznych i stowarzyszeń. Życie polityczne się liberalizowało, czego wynikiem było złagodzenie rusyfikacji. Autonomię odzyskało Wielkie Księstwo Finlandii.

### Rewolucja 1905 roku w Królestwie Polskim
W Warszawie w styczniu 1905 w starciach demonstrantów z wojskiem zginęło około stu osób. Śmiercią 32 osób zakończyła się warszawska demonstracja pierwszomajowa. W Łodzi strajk włókniarzy przeobraził się w dwudniowe starcia (22–24 czerwca), w efekcie których zginęło i zostało rannych około dwóch tysięcy osób. Ostatnim strajkowym elementem rewolucji było proklamowanie w grudniu 1905 po raz kolejny strajku powszechnego. Natomiast w Ostrowcu proklamowano 27 grudnia Republikę Ostrowiecką. W dławieniu robotniczych wystąpień z caratem współdziałali przemysłowcy, przedstawiciele endecji i Kościół katolicki. Rewolucja przyniosła szereg pozytywnych zmian na ziemiach polskich pod rosyjskim zaborem. Pojawiła się możliwość tworzenia polskich instytucji (ruchu spółdzielczego, Polskiej Macierzy Szkolnej itp.), dopuszczono używanie języka polskiego w urzędach gminnych. Efektem rewolucji 1905 roku był też rozłam w polskim ruchu socjalistycznym związany z różnicami w priorytetach poszczególnych działaczy. Dla starszych priorytetem była niepodległość Polski, dla młodszych prawa robotnicze. W efekcie PPS podzieliła się na PPS Frakcja Rewolucyjna (Józef Piłsudski), której celem była przede wszystkim walka o niepodległość, oraz PPS Lewica (Feliks Kon), której celem była przede wszystkim walka o prawa robotników.
W obliczu rewolucji car zgodził się na pewne ustępstwa. W kwietniu 1905 roku wszedł w życie nakaz tolerancji religijnej, który przyczynił się do zaprzestania represji wobec mniejszości unickiej. Do szkół powrócił język polski, zalegalizowane zostały związki zawodowe. Manifest carski z 30 października 1905 roku obiecywał wprowadzenie konstytucji oraz utworzenie parlamentu. Od zmian konstytucyjnych zaczęto odchodzić jednak już w latach 1906–1907. Opór Polaków zmalał, gdy oddziały carskie podstępem zamknęły wszystkie łódzkie fabryki do czasu zakończenia strajków. W praktyce udział Polaków w Dumie ograniczał się wyłącznie do narodowych demokratów.

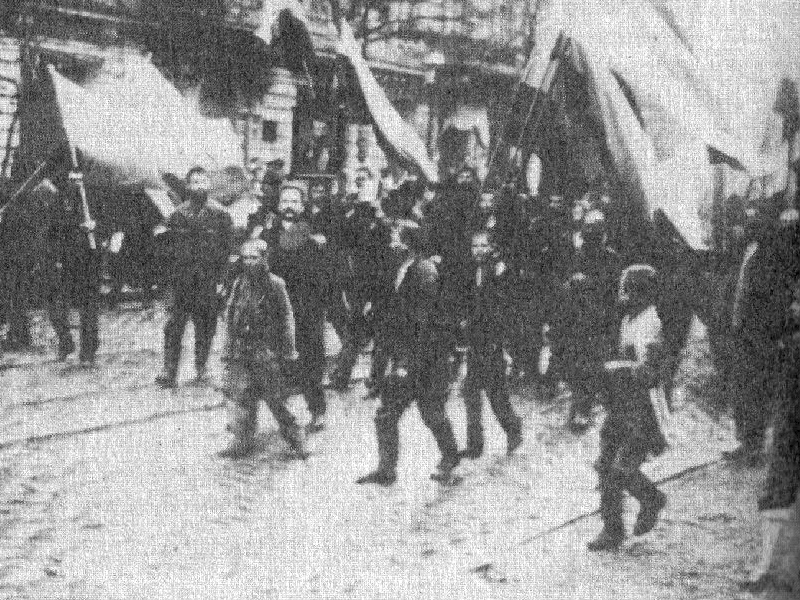
Krwawa Niedziela – marsz delegacji 150 tysięcy robotników do Pałacu Zimowego z petycją
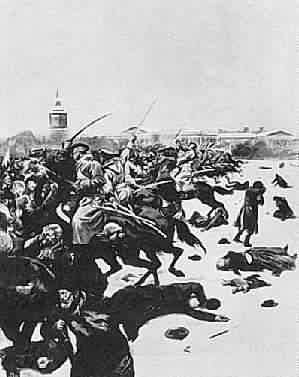
Krwawa niedziela – masakra demonstrantów
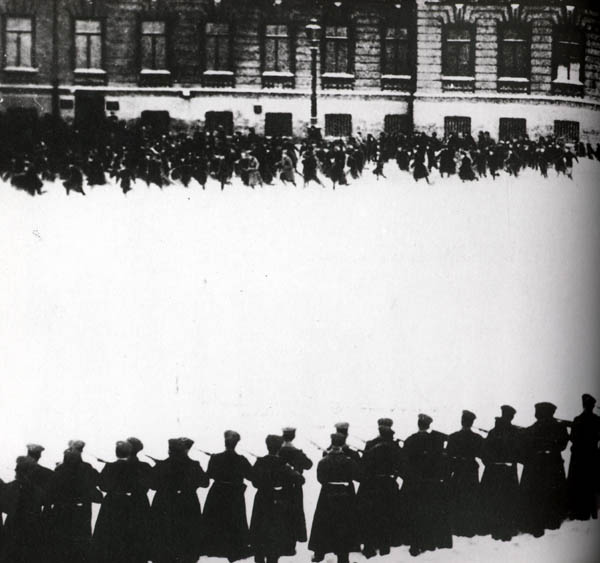
Carscy żołnierze strzelający do demonstrantów pod Pałacem Zimowym
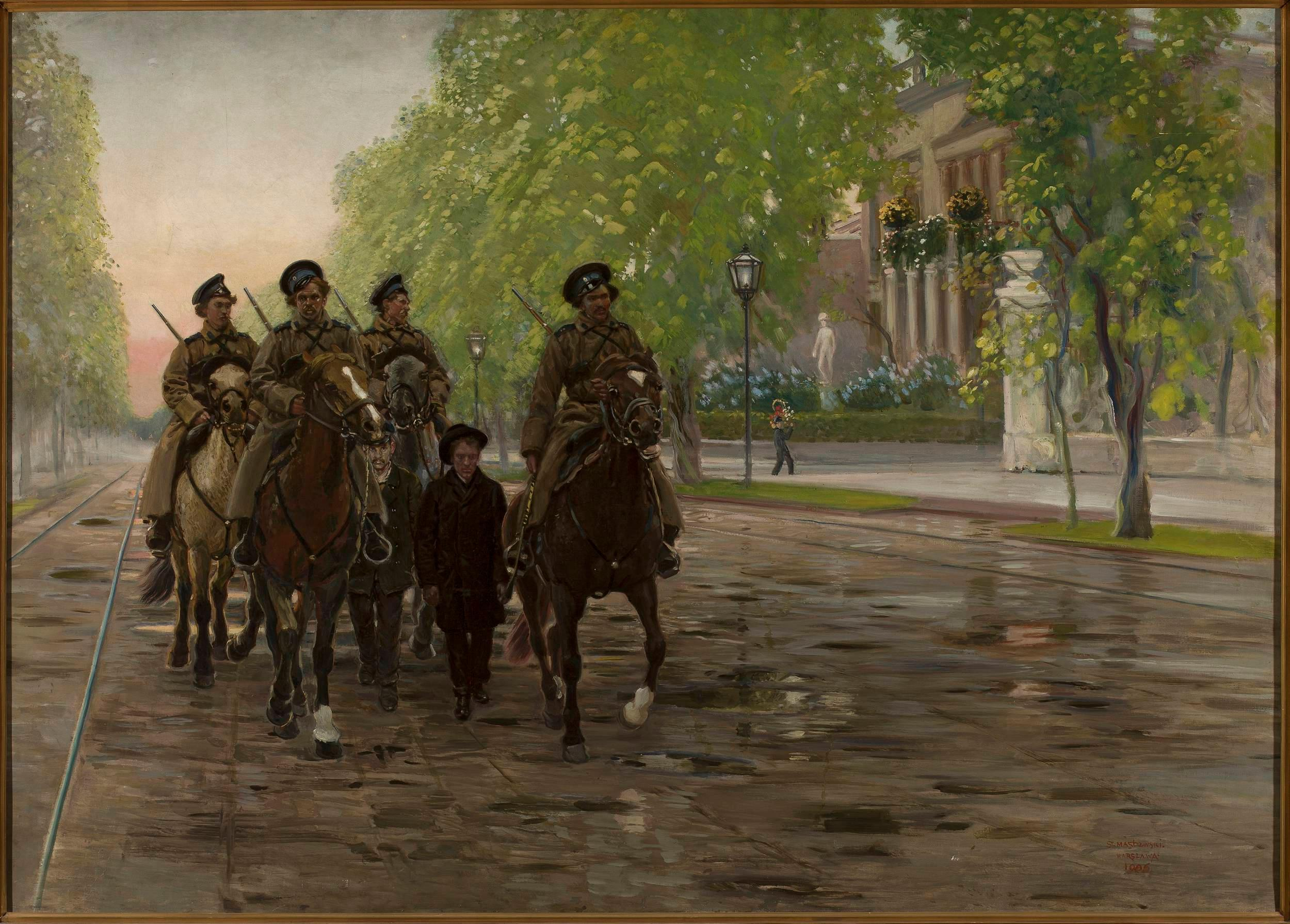
Wiosna roku 1905 patrol Kozaków w Alejach Ujazdowskich w Warszawie – obraz Stanisława Masłowskiego z 1906 r.
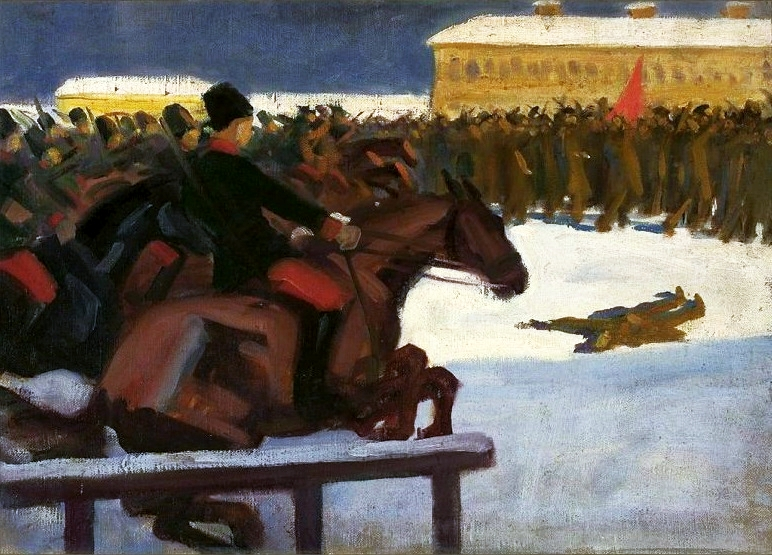
Władysław Skoczylas, Demonstracja uliczna w 1905
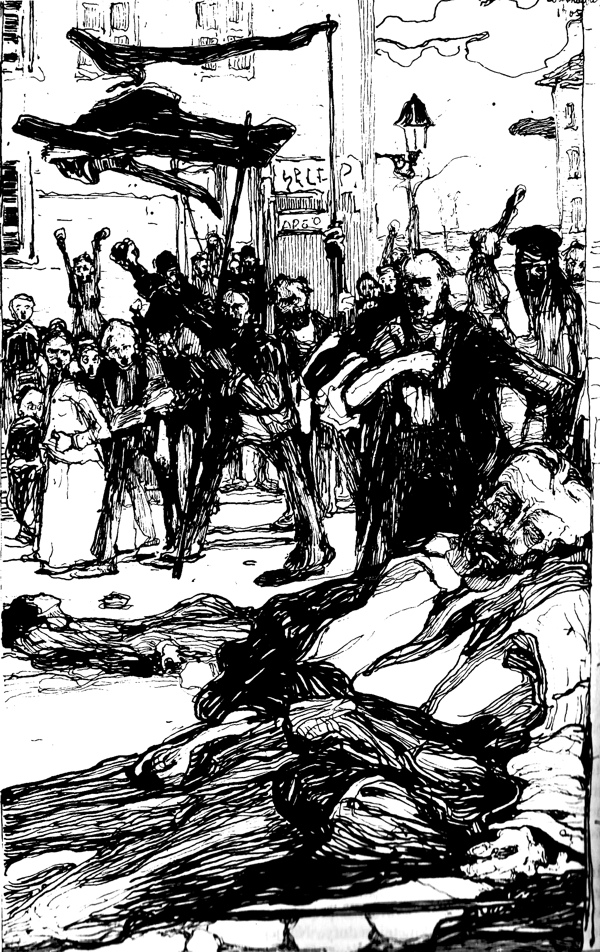
Witold Wojtkiewicz Manifestacja uliczna 1905
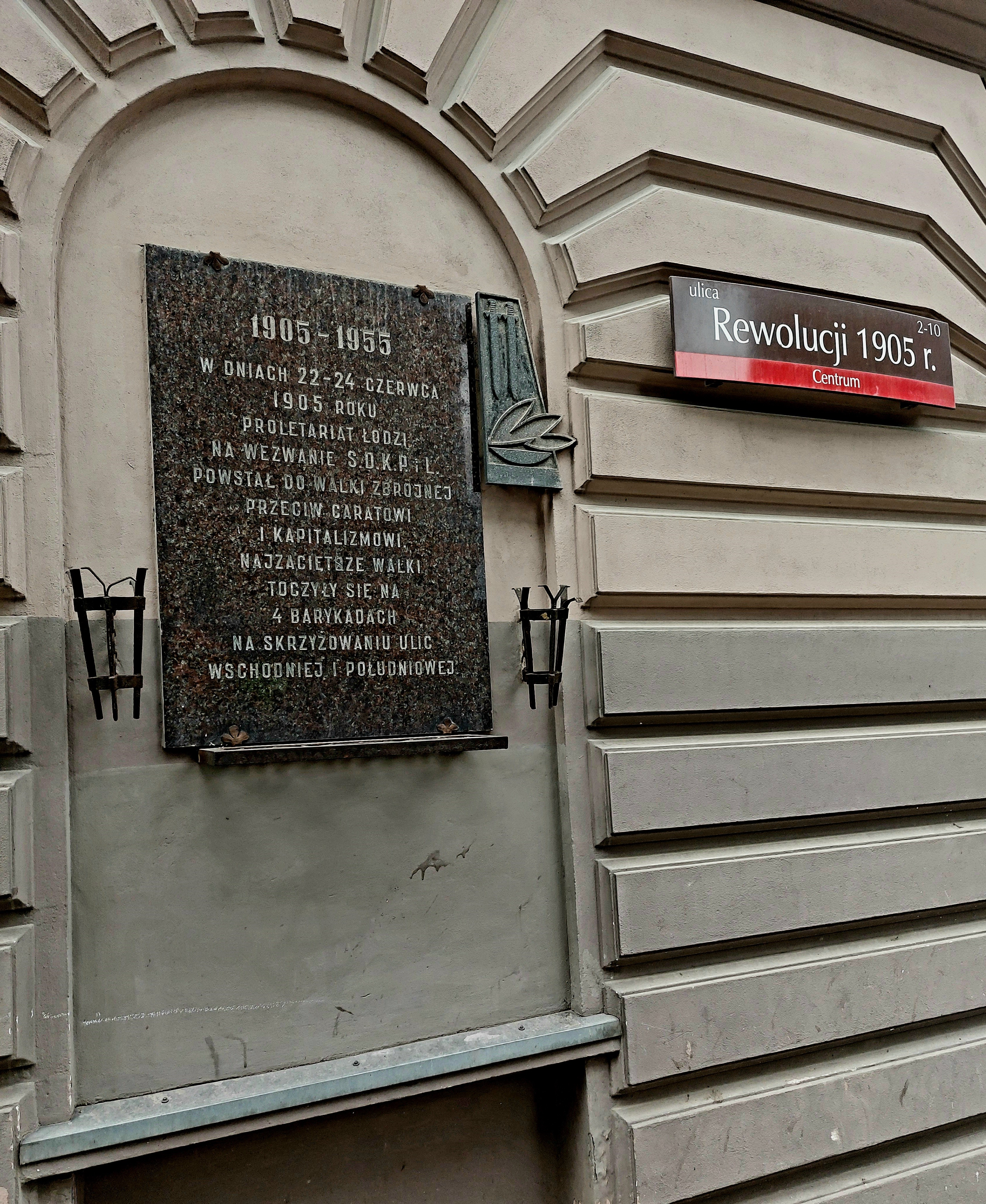
Tablica upamiętniająca walki toczące się w trakcie Rewolucji 1905 r. w Łodzi u zbiegu ul. Wschodniej i Południowej (od 1955 r. – ulicy Rewolucji 1905 r.).
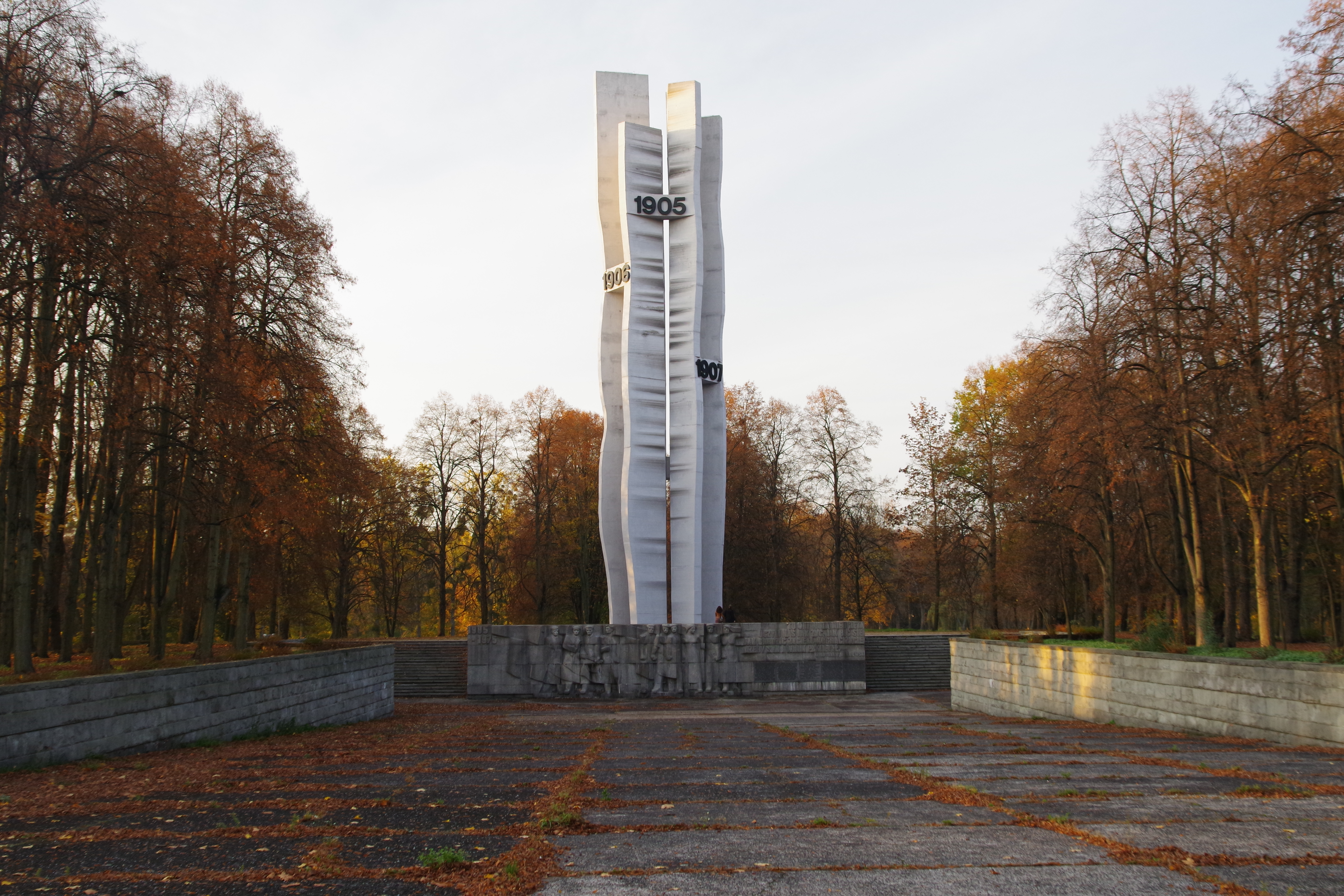
Pomnik w Łodzi upamiętniający Rewolucję 1905 r.
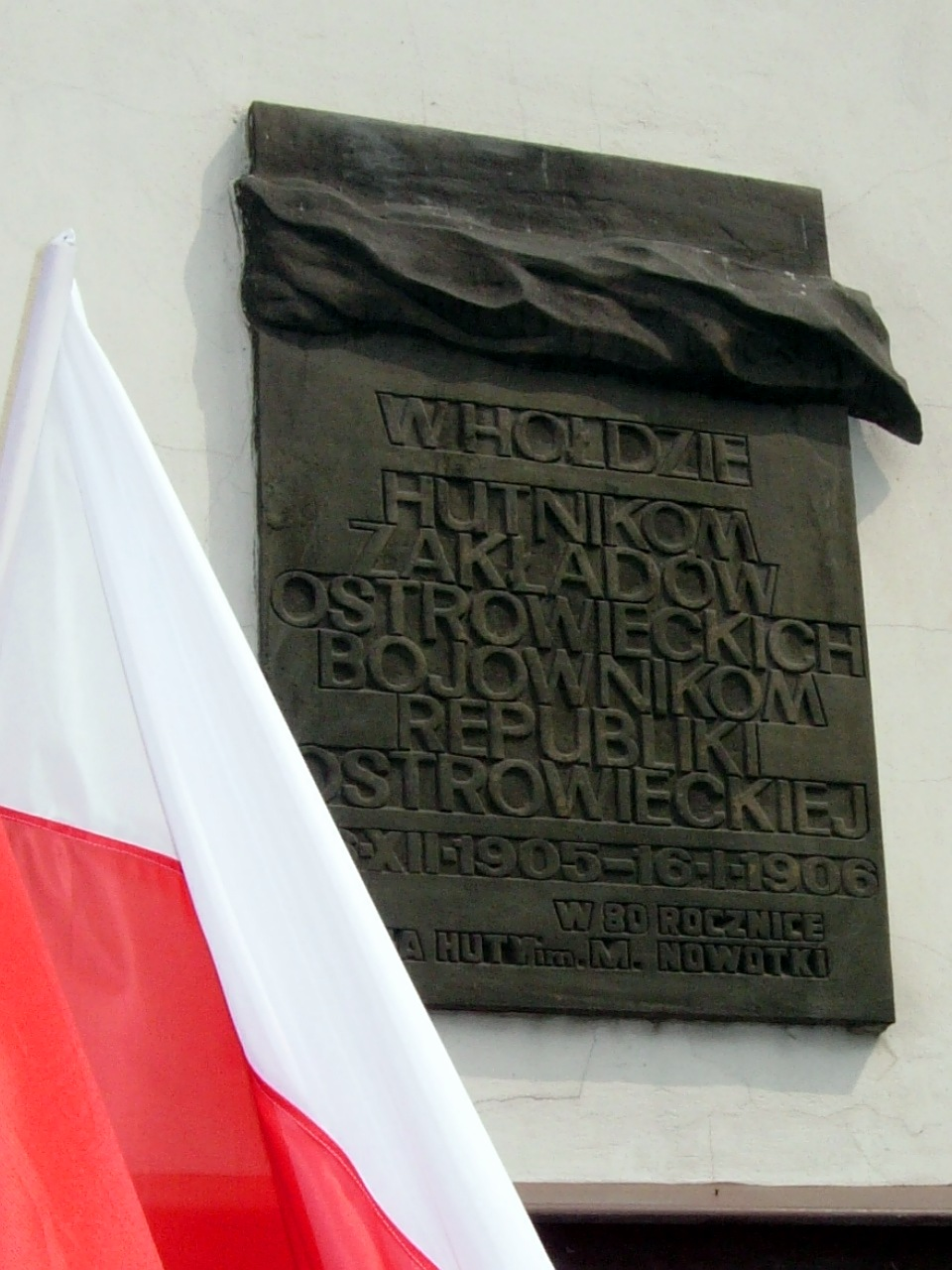
Tablica w Ostrowcu Świętokrzyskim upamiętniająca wydarzenia z 1905 r.